# Standing Up
Standing Up (còn gọi là Goat Island) là một bộ tuổi thành niên phim Mỹ năm 2013 được viết và đạo diễn bởi D. J. Caruso và có sự tham gia của Chandler Canterbury và Annalize Basso. Nó được dựa trên cuốn tiểu thuyết dành cho người lớn trẻ tuổi 1987 của Brock Cole.

## Cast
- Annalise Basso trong vai Shadow "Grace" Golden
- Chandler Canterbury trong vai Howie
- Radha Mitchell trong vai Meg Golden, mẹ của Grace
- Val Kilmer trong vai Deputy Sheriff Hofstadder
- Blake Cooper Griffin trong vai Eric
- Kate Maberly trong vai Margo
- Justin Tinucci trong vai Butch

## Sản xuất
Một dự án đam mê lâu dài dành cho DJ Caruso và Ken Aguado, cả hai đã đọc cuốn tiểu thuyết được hoan nghênh vào đầu những năm 1990, Caruso bắt đầu chuyển thể cuốn tiểu thuyết vào năm 2000 khi anh và Aguado trở thành đối tác trong Humble Journey Films. Phải mất thêm 12 năm để Aguado và Caruso tìm được nguồn tài trợ cho bộ phim được sản xuất. Được làm với giá 4 triệu USD, bộ phim đã được phát hành sân khấu hạn chế vào tháng 8 năm 2013.

### Âm nhạc
Nhạc cho bộ phim được sáng tác bởi Brian Tyler, đánh dấu sự hợp tác thứ ba của anh với Caruso, sau bộ phim hành động kinh dị năm 2008 Eagle Eye. Nhạc phim được phát hành vào ngày 24 tháng 9 năm 2013, bởi Varèse Sarabande.
| Track listing    | Track listing                 | Track listing |
| STT              | Nhan đề                       | Thời lượng    |
| ---------------- | ----------------------------- | ------------- |
| 1.               | "Standing Up Main Theme"      | 4:15          |
| 2.               | "Grace"                       | 1:18          |
| 3.               | "High Jinx"                   | 1:56          |
| 4.               | "Forever and Back"            | 2:57          |
| 5.               | "Adventure Through the Woods" | 2:33          |
| 6.               | "Momentum"                    | 4:07          |
| 7.               | "Sunrise"                     | 3:04          |
| 8.               | "Motel Sell"                  | 2:57          |
| 9.               | "Connection"                  | 1:54          |
| 10.              | "Affirmations"                | 3:46          |
| 11.              | "Adrift in Memory"            | 1:57          |
| 12.              | "The Getaway"                 | 1:54          |
| 13.              | "We've Gotta Go"              | 2:21          |
| 14.              | "Howie's Secret"              | 2:45          |
| 15.              | "Officer Not So Friendly"     | 2:35          |
| 16.              | "Empathy"                     | 2:29          |
| 17.              | "Finale"                      | 5:15          |
| 18.              | "End Titles"                  | 1:57          |
| Tổng thời lượng: | Tổng thời lượng:              | 45:60         |